# Set clans parts
Els set clans parts o les set cases van ser set famílies aristocràtiques d'origen Part, afiliades amb l'Imperi Sassànida.

## Història
Malgrat que generalment es parla de set genealogies durant el període part, només dues d'elles, la casa de Suren i la de Karínida, estan documentades en fonts de l'època. Les altres cinc podrien doncs no guardar relació amb la realitat i van ser creades pels seus membres per emfatitzar l'antiguitat i noblesa dels seus llinatges.
Durant l'època sassànida les set famílies van tenir un paper molt important a la cort i, per exemple, el reconegut cap militar i usurpador Vararanes VI, era de la casa Mihran.

## Els clans
Els set clans principals eren:
- La casa Ispahbudhan, de Gorgan[2]
- La casa Varaz, del Khorasan Occidental
- La casa Karínida de Nihawand
- La casa Mihran de Rayy
- La casa Spandiyadh de Rayy
- La casa de Zik de Adurbadagan
- La casa de Suren de Sacastene